# Rhinogobius carpenteri
Rhinogobius carpenteri — вид риб родини Оксудеркових (Oxudercidae). Поширена виключно у прісних водах річки Тринідад, провінція Бенгует, острів Лусон, Філіппіни. Прісноводна тропічна демерсальна риба, що сягає 5,9 см довжини. Забарвлення тьмяне жовто-коричневе, білувате під нижньою щелепою, очі блакитні, спинні плавці сіруваті з білими передніми променями, промені в анальному плавці — сріблясто-білі, хвостовий плавець сірий, з потемнінням в напрямку кінця.
Місцева назва риби на Філіппінах — «кучу».